# Fontelo
Fontelo é uma vila portuguesa sede da Freguesia de Fontelo do Município de Armamar, freguesia com 7,52 km² de área e 602 habitantes (censo de 2021), tendo, por isso, uma densidade populacional de 80,1 hab./km².
A povoação de Fontelo foi elevada à categoria de vila em 1999.

## História
Foi uma comenda da Ordem do Hospital de São João de Jerusalém, de Rodes e de Malta, ou, simplesmente, Ordem de Malta, como é hoje conhecida esta antiquíssima Ordem Religiosa e Militar. Razão pela qual o brasão autárquico ostenta a cruz da Ordem de Malta em chefe.
Foi sede de concelho entre 1514 e 1835. Era constituído apenas pela freguesia da sede e tinha, em 1801, 555 habitantes.
Existem elementos comprovativos que provam a antiguidade do povoamento de Fontelo. Terá existido o castro de São Domingos, posteriormente romanizado (“villa” agrária) que marcou o início da fixação de população nesta terra.
Foi cabeça de Concelho, elevada em 17 de maio de 1514 através de foral manuelino, e teve juiz ordinário, escrivão, dois vereadores e procurador, cadeia, casa de audiências e pelourinho. O Concelho foi extinto em 1834/35 e integrado como freguesia no Concelho de Armamar.
Ex-líbris da freguesia o monte de São Domingos, com a sua ermida típica das romarias medievais, é um dos pontos de observação da paisagem duriense mais espetacular, senão mesmo o mais extraordinário. Do miradouro de São Domingos conseguem avistar-se os Municípios de Tarouca, Lamego, Resende, Mesão Frio, Régua, Santa Marta de Penaguião, Vila Real e Sabrosa. Mesmo à frente dos olhos ergue-se a imponente Serra do Marão e aos nossos pés o Douro segue calmamente até ao Porto. A oeste, em primeiro plano, avista-se Lamego com o seu santuário da Sra. dos Remédios. Para norte vê-se a Régua e mais ao longe no horizonte vislumbra-se Vila Real.
Do património da freguesia fazem parte: a igreja paroquial de invocação a São Domingos; a capela da Sra. dos Remédios (brasonada) é das mais antigas do bispado e dava sepultura a defuntos da margem oposta do rio douro; fora da povoação existe ainda a capela da Sra. do Cedro e a ermida de S. Domingos, lá em cima no monte com o mesmo nome. Merece ainda referência o Paço do Bispo, residência armoriada e setecentista que serviu de Câmara dos Bispos.
O vale ou veiga de Naçarães é muito fértil e aqui abundam as vinhas e os pomares. O vinho constitui uma parte importante da economia da freguesia. Para além disto, a atividade económica estende-se ainda à indústria, nomeadamente, a exploração de granitos que é feita na parte nascente do monte de São Domingos.
À freguesia pertence ainda o lugar de Balteiro. Fontelo tem em funcionamento um jardim de infância.
A freguesia está servida por uma IPSS - Centro Social e Paroquial de Fontelo que presta serviço aos idosos, dispondo de lar e apoio domiciliário.

## Demografia
A população registada nos censos foi:
| Distribuição da População por Grupos Etários | Distribuição da População por Grupos Etários | Distribuição da População por Grupos Etários | Distribuição da População por Grupos Etários | Distribuição da População por Grupos Etários |
| -------------------------------------------- | -------------------------------------------- | -------------------------------------------- | -------------------------------------------- | -------------------------------------------- |
| Ano                                          | 0-14 Anos                                    | 15-24 Anos                                   | 25-64 Anos                                   | > 65 Anos                                    |
| 2001                                         | 127                                          | 131                                          | 420                                          | 138                                          |
| 2011                                         | 94                                           | 64                                           | 332                                          | 151                                          |
| 2021                                         | 63                                           | 60                                           | 306                                          | 173                                          |

## Património
- Marco granítico n.ºs 80 e 81